# Chiesa dei Santi Ippolito e Cassiano (Pescaglia)
La chiesa dei Santi Ippolito e Cassiano è un edificio sacro che si trova in località Gello a Pescaglia.

## Storia e descrizione
Fra l'XI e il XII secolo gli abitanti riedificarono la chiesa primitiva sorta circa sei secoli prima, ampliandola e rivestendola con bozze di pietra calcarea. Dotata fin dal 1387 di fonte battesimale, subì altre trasformazioni fino ad arrivare a quella, radicale, iniziata nel 1620 e prolungatasi per tutto il secolo. 
L'arredo della chiesa, invertita nella posizione, ampliata e rialzata, fu rinnovato in senso barocco. 
Quattro altari barocchi, due nella navata e due nella parete adiacente al presbiterio, presentano edicole timpanate nelle quali sono altrettante statue in gesso di Sant'Andrea, San Paolo, San Pietro e San Giovanni Evangelista, di nobile monumentalità, attribuite a Paolino Tomei, documentato per altri lavori in chiesa, e realizzate tra fine Seicento ed inizio Settecento.  
L'arco presbiteriale si presenta dipinto con finte architetture prospettiche settecentesche. Al di sotto l'altare maggiore in marmo fu anch'esso eseguito nel XVIII secolo dallo scultore carrarese Pompeo Franchi. Al centro una complessa cornice in stucco contiene una tela con la Madonna col Bambino e Santi di Stefano Cassiani detto Il Certosino).